# Peter Ryom
Peter Ryom né le 31 mai 1937 à Copenhague est un musicologue danois. Il est internationalement connu pour avoir établi le Catalogue Ryom des œuvres d'Antonio Vivaldi. Le numéro d'une œuvre dans le catalogue Ryom est toujours précédé par l'abréviation RV (Le V dans RV est l'initiale de Verzeichnis, et non de Vivaldi).